# Wrench (Funeral for a Friend)
Wrench è un singolo dei Funeral for a Friend, pubblicato il 14 settembre 2009 in occasione della pubblicazione della compilation Your History Is Mine: 2002-2009, di cui costituisce una delle 4 tracce inedite. Si tratta del primo singolo senza il bassista storico Gareth Davies, sostituito da Gavin Burrough. La canzone è stata ospitata in anteprima sul MySpace della band a partire dal 17 agosto 2009. Wrench compare in Casually Dressed & Deep in Conversation: Live and in Full at Shepherds Bush Empire (2012).

## Caratteristiche
Il contributo di Burrough alle quattro canzoni con lui composte appare subito evidente: il suono si presenta come più aggressivo che negli ultimi tre album, e vi è un ritorno dello scream di Ryan Richards, che dopo Casually Dressed aveva avuto pochissimo spazio; qui le strofe sono quasi interamente affidate a lui.

## Video
Il video è stato pubblicato sul canale YouTube della band il 25 agosto 2009. È stato diretto da Shane Davey e inquadra la band mentre esegue la canzone live in un piccolo locale con i fan che ballano intorno a sé.

## Formazione
- Matthew Davies-Kreye - voce
- Kris Coombs-Roberts - chitarra
- Darran Smith - chitarra
- Ryan Richards - batteria e voce
- Gavin Burrough - basso e voce